# آمبالیاسان
آمبالیاسان (به لاتین: Aambaliyasan) در هند با جمعیت ۶٬۷۳۶ نفر است که در گجرات واقع شده‌است.